# Ivan Lovro Alberti
Ivan Lovro (Gianlorenzo) Alberti (Split, 8. lipnja  1795. — Split, 4. siječnja  1879. ), splitski pravnik i političar i načelnik (1825. – 1831.), potomak splitske plemićke obitelji Alberti. Sin je bivšeg gradonačelnika Petra.
Bio je autonomaški političar. Radio je svim sredstvima protiv sjedinjenja Dalmacije s ostatkom Hrvatske i protiv svake afirmacije hrvatstva. Siječnja revolucionarne 1848. godine bio je zamjenik načelnika kad je prihvaćen zaključak kojim je odbačen prijedlog za uvođenje hrvatskog jezika u neke škole u Dalmaciji. 29. ožujka bio je član splitskoga općinskog vijeća, koji je supotpisao je peticiju koja je poslana caru Ferdinandu V. u kojoj se potpisnici protive sjedinjenju Dalmacije s Hrvatskom i Slavonijom. Podupirao je Bajamontija bez zadrške. Bio je predsjednik društva za gradnju tzv. Bajamontijeva kazališta.